# Heinrich Ernst Schirmer
Heinrich Ernst Schirmer (Lipsia, 27 agosto 1814 – Gießen, 6 dicembre 1887) è stato un architetto tedesco che fu attivo soprattutto in Norvegia.

## Biografia
Schirmer nacque a Lipsia in Germania, figlio di Johan Gottlieb Schirmer (1776–1816) e di Johanne Sophie Kühne.
Studiò architettura a Dresda dal 1831 al 1834 e a Monaco di Baviera dal 1834 al 1837.
A Monaco fu influenzato dall'architetto neoclassico tedesco Leo von Klenze e dalle sue idee riguardo l'urbanistica.
Heinrich Ernst Schirmer il 25 febbraio 1843 sposò Sophie Ottilia Major (1821-1861), la coppia ebbe quattro figli tra i quali Adolf Schirmer e Herman Major Schirmer, entrambi architetti. 

## Carriera
Dopo un breve viaggio di studio in Italia nel 1837, Schirmer fu chiamato in Norvegia nel 1838 dove lavorò praticamente per tutta la sua carriera, fino al 1883.
Già nel 1838 fu menzionato, insieme a Hans Linstow e Christian Grosch, come uno dei tre architetti più importanti di Christiania. Ebbe un ruolo importante nello sviluppo del Dragestil tipico di molte ville della seconda metà del XIX secolo.

### Opere
Schirmer si occupò tra il 1849 e il 1850 della ricostruzione e del restauro della Cattedrale di Oslo.
Nel 1853 iniziò a collaborare con un altro architetto tedesco operante in Norvegia, Wilhelm von Hanno. La loro collaborazione durò fino al 1864. 
Tra i loro lavori si possono citare l'Ospedale di Gaustad, la Chiesa di Tangen (1854), la Vestre Aker Church (1853–1855) e la Østre Aker Church (1857–1860).
Schirmer e Hanno disegnarono poi tutte le stazioni della prima linea ferroviaria norvegese, la Hovedbanen tra Christiania e Eidsvoll, terminata nel 1854.
Schirmer progettò un gran numero di chiese in Norvegia tra le quali quelle di Øksendal (1864), Ørsta (1864), Fiskum (del 1866, bruciata nel 1902), Hareid (1877) e Vartdal (1877).
Schirmer fu incaricato del restauro della Cattedrale di Nidaros che all'epoca era quasi in rovina.
I suoi primi rilievi iniziarono nel 1841, i disegni preparatori finirono nel 1845 e i lavori cominciarono nel 1869.